# سوق الحلال
يقع سوق الحلال في مدينة عمّان بالقرب من جسر الحمام. اشتهرت هذه السوق ببيع الماشية من الأغنام والأبقار والتي كانت تقام مرتين في الأسبوع يومي الاثنين والخميس.
وقد غطيت هذه السوق الآن بما يسمى سقف السيل.